# Celle di San Vito
Celle di San Vito é uma comuna italiana da região da Puglia, província de Foggia, com cerca de 185 habitantes. Estende-se por uma área de 18 km², tendo uma densidade populacional de 10 hab/km². Faz fronteira com Biccari, Castelluccio Valmaggiore, Faeto, Orsara di Puglia, Troia.

## Demografia
| Variação demográfica do município entre 1861 e 2011                               |
|                                                                                   |
| Fonte: Istituto Nazionale di Statistica (ISTAT) - Elaboração gráfica da Wikipedia |